# 동녀
"동녀"(冬女)는 한국에서 제작된 강대선 감독의 1987년 영화이다. 강대선 등이 제작에 참여하였다.

## 출연
- 박웅

## 기타
- 조명: 정덕규
- 녹음: 김병수
- 미술: 이명수